# La Dette (film, 1920)
Pour plus de détails, voir Fiche technique et Distribution.
La Dette est un film français réalisé par Gaston Roudès, sorti en 1920.

## Fiche technique
- Titre original : La Dette
- Réalisation : Gaston Roudès
- Scénario : Daniel Jourda, d'après sa pièce Crime et Rédemption
- Société de production : Gallo-Film
- Société de distribution : Cinématographes Harry
- Pays de production :  France
- Langue originale : français
- Format : Noir et blanc — 35 mm — 1,33:1 — Film muet
- Genre : drame
- Dates de sortie : 
  - France : 12 juin 1920

## Distribution
- Gina Relly : Jane de Rosan
- Marcel Vibert : Georges Ancelin
- Pierre Magnier : Comte de Rosan
- Hélène Darly
- André Marnay : Forges
- Pierre Stephen : Marquis de Verneuil